# Eragrostis viscosa
Eragrostis viscosa är en gräsart som först beskrevs av Anders Jahan Retzius, och fick sitt nu gällande namn av Carl Bernhard von Trinius. Eragrostis viscosa ingår i släktet kärleksgrässläktet, och familjen gräs. Inga underarter finns listade i Catalogue of Life.